# Bell 8000
Bell 8000 je série raketových motorů vyvinutá na přelomu 50. a 60. let firmou Bell Aircraft Corporation. Motor byl převzat ze zbraňového programu amerického letectva 117L (později zrušen), což byl raketově poháněný závěs pro jaderné zbraně nadzvukového bombardéru B-58 Hustler. Využíván byl výhradně jako pohonná jednotka stupně Agena, který sloužil jako druhý stupeň raket Atlas, Delta a Titan. Motor spaluje asymetrický dimethylhydrazin a kyselinu dusičnou, protože se jedná o hypergolickou směs (vznítí se při vzájemném kontaktu), není nutný žádný systém zážehu.

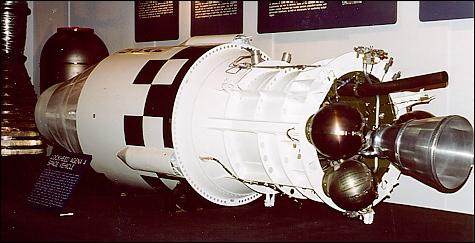
Motor Bell 8048 na stupni Agena

Chladicí okruh je klasický regenerativní systém chlazení, využívaný již od dob V-2, avšak Bell 8000 je jedinečný svou koncepcí chladicích kanálků, které nejsou klasické špagetové konstrukce, ale jsou tvořeny pouze soustavou děr vyvrtaných v hliníkovém bloku trysky. Vektor výstupních plynů mohl být směrován díky výkyvnému systému zavěšení. Bylo vyráběno několik verzí, které byly používané mezi lety 1959-1987 na stupních Agena A/B/D. Po roce 1966 začal být stupeň Agena nahrazován výkonnějším stupněm Centaur a motory řady Bell 8000 nenašly jiné uplatnění a přestaly být používány spolu se stupněm Agena.